# Europamesterskaberne i amatørboksning 1925
Europamesterskaberne i amatørboksning 1925 blev afviklet den 11. til den 15. maj 1925 i Stockholm. Det var første gang, der blev afholdt EM for amatørboksere. Turneringen blev arrangeret af den europæiske amatørbokseorganisation EABA. Der deltog 46 boksere fra 12 lande.
Fra Danmark deltog Arne Sande, Harald Nielsen, Hans Holdt, Ricardt Madsen og Thyge Petersen, der alle vandt medalje. Harald Nielsen og Thyge Petersen vandt guld, Hans Holdt sølv og Richard Madsen og Arne Sande vandt bronze. 

## Medaljevindere
| Event                   | Guld                      | Sølv                     | Bronze                   |
| ----------------------- | ------------------------- | ------------------------ | ------------------------ |
| Fluevægt (– 50.8 kg)    | Émile Pladner Frankrig    | J. W. James England      | Karl Schulze Tyskland    |
| Bantamvægt (– 53.5 kg)  | Archie Rule England       | Franz Dübbers Tyskland   | Axel Norman Norge        |
| Fjervægt (– 57.2 kg)    | Oscar Andrén Sverige      | Jacob Domgörgen Tyskland | Ricardt Madsen Danmark   |
| Letvægt (– 61.2 kg)     | Selfrid Johansson Sverige | Signaller Viney England  | Arne Sande Danmark       |
| Weltervægt (– 66.7 kg)  | Harald Nielsen Danmark    | Helge Ahlberg Sverige    | Hein Müller Tyskland     |
| Mellemvægt (– 72.6 kg)  | Frank Crawley England     | Hans Holdt Danmark       | Franz Krüppel Tyskland   |
| Letsværvægt (– 79.4 kg) | Thyge Petersen Danmark    | Nils Ramm Sverige        | Karel Miljon Holland     |
| Sværvægt (+ 79.4 kg)    | Bror Persson Sverige      | Dudley Lister England    | Helmuth Siewert Tyskland |

## Medaljefordeling
| Placering | Land         | Guld | Sølv | Bronze | Total |
| --------- | ------------ | ---- | ---- | ------ | ----- |
| 1         | Sverige      | 3    | 2    | 0      | 5     |
| 2         | England      | 2    | 3    | 0      | 5     |
| 3         | Danmark      | 2    | 1    | 2      | 5     |
| 4         | Frankrig     | 1    | 0    | 0      | 1     |
| 5         | Tyskland     | 0    | 2    | 4      | 6     |
| 6         | Nederlandene | 0    | 0    | 1      | 1     |
| –         | Norge        | 0    | 0    | 1      | 1     |